# Christina Bertrup
Christina Bertrup, née le 23 décembre 1976 à Medelpad, est une curleuse suédoise. 
Elle devient vice-championne du monde à quatre reprises en 2002, 2009, 2012 et 2013. Elle a aussi gagné le championnat d'Europe 2010 et 2013. Elle participe aux Jeux olympiques d'hiver de 2014 à Sotchi.

## Palmarès

### Championnats du monde
- Vice-championne du monde lors du Championnats du monde 2012 à Lethbridge. ( Canada)
- Vice-championne du monde lors du Championnats du monde 2013 à Riga. ( Lettonie)

### Championnats d'Europe
- Championne d'Europe lors du Championnats d'Europe 2000 à Oberstdorf. ( Allemagne)
- Championne d'Europe lors du Championnats d'Europe 2010 à Champéry. ( Suisse)
- Vice-championne d'Europe lors du Championnats d'Europe 2011 à Moscou. ( Russie)
- Médaillée de bronze européenne lors du Championnats d'Europe 2012 à Karlstad. ( Suède)
- Championne d'Europe lors du Championnats d'Europe 2013 à Stavanger. ( Norvège)